# Jesper Sandström
Lars Göran Jesper Sandström, född 23 oktober 1989 i Gällivare, är en svensk krönikör, läromedelsförfattare, fotograf och översättare. Sandström har varit kolumnist på Svenska Dagbladets  och Göteborgs-Postens ledarsidor samt i omgångar heltidsvikarie vid den förstnämnda redaktionen. Sedan oktober 2020 är han producent och programledare för redaktionens podd, Ledarredaktionen.  Han har politisk bakgrund i flera olika borgerliga ungdomsförbund, men kandiderade våren 2016 till posten som språkrör i Miljöpartiet. I språkrörsvalet fick han stöd av sex av partiets ombud. Som översättare har han bland annat översatt den officiella guiden till Åsnens nationalpark. Han har cerebral pares och är rullstolsbunden.
Sandström identifierar sig som libertarian och gör sedan februari 2022 regelbundna videokrönikor på Youtube, för den marknadsliberala tankesmedjan Timbro, där han kommenterar aktuella politiska händelser. 2021 medförfattade Sandström en lärobok för gymnasiets vård- och omsorgsprogram. Han är verksam som fotograf, primärt i anslutning till sina andra yrkesroller men också som frivillig bidragsgivare till Wikipedia och Wikimedia Commons.

### Som översättare
- Åsnens natur: din guide till unika upplevelser, Tobias Ivarsson och Mikael Persson, 2018 ISBN 9789163799686